# Albert Demazière
Albert Demazière, né le 19 décembre 1914 à Marseille et mort le 18 mai 2008 à Issy-les-Moulineaux, est un militant politique français, un ancien dirigeant trotskiste, et un éditeur.

## Biographie
Les premiers engagements d'Albert Demazière sont pour la paix, au sein du mouvement Amsterdam-Pleyel dont il existe un comité, en 1934, à la faculté d'Aix-en-Provence où il étudie.
Dès la fin de ses études, lorsqu'il obtient un poste d'instituteur, il milite aussi au niveau syndical, au sein du Syndicat national des instituteurs, alors affilié à la CGT.

### Militant politique
Membre du Parti ouvrier internationaliste depuis juin 1936, il suit Jean Rous lorsque celui-ci quitte le POI pour rejoindre, en janvier 1939, le Parti socialiste ouvrier et paysan dirigé par Marceau Pivert.
Mobilisé au début de la guerre, il est rendu à la vie civile en août 1940 et obtient un poste de fonctionnaire au sein de la direction régionale du ravitaillement à Marseille. Il mène parallèlement une activité clandestine de reconstruction du mouvement trotskiste. C'est pour ces activités qu'il est arrêté en juin 1942. Jugé, il est défendu par Gaston Defferre, qui lui évite sans doute une condamnation à mort. Il est cependant condamné aux travaux forcés à perpétuité et est incarcéré dans diverses prisons.
En octobre 1943, il fait partie des 79 prisonniers libérés par une opération des FTP à la maison d'arrêt du Puy-en-Velay. Après un épisode assez obscur (conduit dans un maquis, Demazière se serait perdu lors d'une opération de cueillette de champignons et serait tombé par hasard sur des personnes qu'il aurait rencontrées avant la guerre), il se retrouve à Paris à la fin du mois.
Il y poursuit son travail de maintien d'une organisation trotskiste, qui renaît officiellement en février 1944 sous le nom de Parti communiste internationaliste (PCI). Il en devient le secrétaire général l'année suivante.
Deux fois candidat pour les élections des assemblées constituantes, en 1945 et 1946, il n'est pas élu.
Demazière quitte le PCI en 1948 pour rejoindre le Rassemblement démocratique révolutionnaire (RDR). Il est alors rédacteur en chef du journal du RDR, La Gauche. Après la fin du RDR, en mars 1949, il cesse toute activité politique.

### Éditeur
Il devient alors éditeur de textes classiques et d'ouvrages divers, étant, selon les publications, éditeur scientifique, directeur de collection, postfacier, etc.
À partir des années 1960, il est notamment le directeur de publication des collections « Les Grands Maîtres du roman policier » et « Les Chefs-d'Œuvre du mystère et du fantastique », éditées aux éditions Famot et diffusées par François Beauval.

## Publications
- La Psychanalyse, pour quoi faire ?, Genève : Famot ; La Seyne-sur-Mer : diffusion F. Beauval, 1980
- Avec Jean-René Chauvin et Paul Parisot, Pour la vérité, Paris : J.-R. Chauvin, 1997, sur l'assassinat de Pietro Tresso.
- Un Fonds Albert Demazière est conservé à La Contemporaine. Son inventaire est consultable en ligne. Les collections de La Contemporaine sont ouvertes, sans frais, à tous les publics.